# Привет с дороги в ад
«Привет с дороги в ад» — кинофильм  Эйта Де Йонга.

## Сюжет
Весёленькая история о том, как, некстати заснув за рулём, вполне можно попасть абсолютно не туда, куда собирался. Такая неприятность произошла с молодым человеком по имени Чарли, который ехал по ночному хайвэю и неожиданно встретился с неким ужасным существом в полицейской форме, который имел вид чрезвычайно зловещий и агрессивный, а ко всему прочему забрал у Чарли невесту и укатил с ней в неизвестном направлении. Мудрый старик, хозяин близлежащего придорожного мотеля 'Последний шанс', объясняет потрясенному пареньку суть его проблемы — оказывается, где-то на дороге расположен незримый для глаза вход в другое измерение, в странный и мрачноватый мир, в центре которого находится обитель самого Дьявола — Адский город.

## В ролях
- Патрик Берджин — Сатана
- Энн Мира — Медея
- Адам Сторк — Ройс
- Чад Лоу — Чарли Сайкс
- Кристи Суонсон — Рейчел Кларк
- Памела Гидли — Клара
- Джарретт Леннон — Адам
- С. Дж. Грэм — Сержант Бедлам, адский коп
- Ричард Фарнсуорт — Сэм
- Лита Форд — автостопщица
- Гилберт Готтфрид — Гитлер